# Simulium violacescens
Simulium violacescens är en tvåvingeart som först beskrevs av Enderelin 1934.  Simulium violacescens ingår i släktet Simulium och familjen knott. Inga underarter finns listade i Catalogue of Life.